# Nordea Tour
Nordea Tour är Sveriges professionella golftour för damer och herrar. Touren har funnits sedan 1984 och arrangeras av Svenska Golftourerna AB, som ägs av PGA Sweden och Svenska Golfförbundet.
I Nordea Tour ingår (2012) 14 tävlingar för herrar och 14 tävlingar för damer med en prissumma på totalt 8.000.000 kr. Nordea Tour spelas i Sverige (23), Danmark (2), Finland (2) och Norge (1).
Sedan 2010 är Nordea titelsponsor. Dessförinnan var Scandinavian Airlines titelsponsor (SAS Masters Tour) och innan dess Telia (Telia Tour).